# Farven lilla
Farven lilla (eng: The Color Purple) er en amerikansk dramafilm fra 1985 instrueret og produceret af Steven Spielberg og baseret på romanen af samme navn af Alice Walker fra 1982. Filmen var nomineret til elleve Oscars, bl.a. en Oscar for bedste film, bedste kvindelige hovedrolle (Whoopi Goldberg) og bedste kvindelige birolle (Margaret Avery), men vandt ingen.

## Handling
1909 i sydstaterne : Fjorten-årige Celie er gravid for anden gang af sin egen far. Ligesom sit første barn, en søn ved navn Adam, sælger hendes far den nyfødte. Celie er også nødt til at holde misbruget hemmeligt, fordi hun ikke ønsker, at hendes uhelbredeligt syge mor skal finde ud af det. Den eneste støtte i denne svære tid er Celies yngre søster Nettie. Efter hendes mors død giftede hendes far sig igen. Landmanden Albert Johnson er også til stede ved dette bryllup. Han har lagt mærke til Nettie et par gange og kræver endelig at blive gift med Nettie. Netties far afviser kategorisk dette og tilbyder ham at gifte sig med Celie i stedet. Johnson er enig, fordi han har brug for en ny mor til sine tre børn, efter at hans kone blev myrdet. Han ser Celie som en arbejder, som han kan mobbe og ydmyge efter behag.
Da hendes far nærmer sig Nettie, stikker hun af til Celie. Men fordi Johnson også har øje på hende, forventer hun snart at skulle videre. For stadig at kunne holde kontakten med sin søster lærer hun hende at læse og lover at skrive breve. Det sker, som hun forudså: Efter at Nettie har afværget et voldtægtsforsøg fra sin svoger, jager han hende fra gården.
Der går nogle år. I 1916 vil Johnsons søn Harpo giftes med Sofia, som allerede er gravid. Faderen nægter at give sit samtykke, og Harpo adlyder, men den beslutsomme unge kvinde sejrer. Harpo indser hurtigt, at han ikke kan stå imod sin kone. Albert Johnson råder sin søn til at banke Sofia for at få respekt. Celie fortæller ham det samme. Men dette ender kun med et sort øje for Harpo.
I mellemtiden gør Johnson Celies liv til et helvede og bringer en dag sin syge elsker ind i huset: bluessangerinden Shug Avery. Han vil gerne pleje hende tilbage til sundhed og laver selv mad til hende. Men hun kaster hans brændte spejlæg mod væggen og spiser ikke, før Celie laver mad til hende. De to kvinder bliver venner. Shug trækker Celie ud af sin sløvhed og vækker gradvist hendes selvtillid. Celie lærer af hende, at du kan forsvare dig selv.
I sommeren 1922 åbnede Harpo en jazzbar, hvor Shug Avery optrådte. Hendes far er den pastor, der prædiker i kirken mod jazzklubben, det nye " Babylon " i nabolaget. Han synes, hans datter er fordærvet og behandler hende som luft. Da Shug Avery vil til Chicago med et band , pakker Celie også sine kufferter, men hun tør ikke sætte sig ind i Shugs bil foran sin mand. Shug går uden hende; Ekstremt skuffet og desperat over sin egen manglende evne, falder Celie sammen på gaden.
Millie, borgmesterens kone, møder Sofia og hendes børn på gaden, kysser begejstret de små og spørger Sofia, om hun vil arbejde for dem som stuepige. Der opstår dog et skænderi, hvor Sofia slår borgmesteren ned. Hun er derefter fængslet i otte år.
Efterår 1930: Efter sin løsladelse fra fængslet har den knuste og for tidligt aldrende Sofia intet andet valg end at blive Millies stuepige. Med deres hjælp lærer borgmesterens klodsede kone at køre bil og tager Sofia med til at besøge sine børn i julen. Hendes børn genkender næsten ikke Sofia, som er blevet betydeligt ældre i løbet af sine 8 år i fængsel. 
Shug Avery vender uventet tilbage fra Chicago i 1936 med sin nye mand Grady og besøger Albert og Celie Johnson. Mens de to mænd kommer overraskende godt ud af det og hygger sig med masser af alkohol, ser Shug postbudet komme, hvorpå hun påstår, at hun venter et brev. Da hun så kigger i Johnsons postkasse, opdager hun, at brevet er adresseret til Celie. Det kommer fra Nettie, som nu bor i Afrika og fortæller sin søster, at Celies børn Adam og Olivia blev adopteret af en missionær og hans kone og vokser op sammen. Celie har ingen idé om dette, for alle Netties tidligere skrevne breve blev opsnappet af Johnson: Kvinderne gennemsøger huset og finder et skjulested skabt af Johnson med snesevis af breve fra Nettie under et løst gulvbræt. Celie bliver derefter fristet til at myrde Johnson. Shug stopper hende.
Ved en familiemiddag meddeler Shug, at Celie vil tage til Memphis med hende. Foran alle tilstedeværende får Celie sig selv med sin svigerfar og Johnson, som til gengæld nedgør hende. Sofia finder igen sin latter og forsvarer Celie. Hun forlader sin mand og hans børn og følger Shug og hendes mand til Memphis.
Efterår 1937: Et år efter Celies afgang bliver Johnsons marker forsømt, og hønsene og gederne løber frit i den fuldstændig beskidte bondegård. En dag ankommer der et brev fra Immigration and Naturalization Services, adresseret til Celie. Albert Johnson tager det, tager penge fra et gemmested og tager dem med til en myndighed.
Efter hendes egentlige fars død, finder Celie ud af, at hendes formodede far, faren til hendes børn, slet ikke var hendes biologiske far. Med arven kan hun bygge et nyt liv.
Da menigheden synger en spirituel i kirken, slutter Shug sig til den nærliggende jazzbar og vandrer over til kirken med sine fans, hvor hun forsoner sig med sin far.
Nettie kommer på besøg fra Afrika med Olivia og Adam, og Celie er i stand til at kramme sine børn, som kalder hende mor, for første gang. I det fjerne ser Shug Johnson gå forbi på sin hest og iagttage det hele med følelser. Tilsyneladende gjorde han det muligt for Nettie og Celies børn at komme ind i landet.

## Medvirkende
- Whoopi Goldberg som Celie Harris Johnson
- Danny Glover som Mr. Albert Johnson
- Margaret Avery som Shug Avery
- Oprah Winfrey som Sofia
- Akosua Busia som Nettie Harris
- Adolph Caesar som Old Mister
- Willard E. Pugh som Harpo Johnson
- Rae Dawn Chong som Squeak
- Laurence Fishburne som Swain
- Dana Ivey som Miss Millie
- Leon Rippy som Store Clerk
- Bennet Guillory som Grady
- James Tillis som Henry "Buster" Broadnax
- Desreta Jackson som Unge Celie Harris
- Leonard Jackson som Alphonso "Pa" Harris
- Howard Starr som Unge Harpo Johnson
- Lelo Masamba som Olivia Johnson

## Ekstern henvisning
- Farven lilla på Internet Movie Database (engelsk)
- Farven lilla på Filmdatabasen
- Farven lilla på Scope
- Farven lilla i Svensk Filmdatabas (svensk)
- Farven lilla på AlloCiné (fransk)
- Farven lilla på MovieMeter (nederlandsk)
- Farven lilla på AllMovie (engelsk)
- Farven lilla hos American Film Institute (engelsk)
- Farven lillas profil hos Encyclopædia Britannica Online (engelsk)
- Farven lilla på Turner Classic Movies (engelsk)

1. ↑  Navnet er anført på engelsk og stammer fra Wikidata hvor navnet endnu ikke findes på dansk.